# Liam Hemsworth
Liam Hemsworth (Melbourne, 13 de enero de 1990) es un actor australiano. Saltó a la fama en 2010, tras interpretar el papel de Will Blakelee en la película La última canción, basada en el libro de Nicholas Sparks del mismo nombre, y se estabilizó en el mundo del cine con la saga  Los juegos del hambre (2012-2015). Es el hermano menor de Luke Hemsworth y Chris Hemsworth, también actores.

## Primeros años
Hemsworth nació en Melbourne, Australia, hijo de Leonie, una profesora de inglés, y Craig Hemsworth, un asesor de servicios sociales. Sus dos hermanos mayores, Luke Hemsworth y Chris Hemsworth, también son actores. Hemsworth ha dicho que aunque hay competencia entre ellos por los puestos de trabajo no es motivo de pelea: "Somos hermanos y siempre somos competitivos, pero es algo bueno, que nos echa hacia delante y estamos encantados cada vez que alguien o algo nos hace competir". Durante su infancia, toda la familia se mudó a la isla Phillip, una pequeña isla al sudeste de Melbourne.

## Carrera
Durante la escuela secundaria comenzó a considerar seguir los pasos de su hermano mayor quien ya actuaba por lo que se unió a las obras de teatro escolares. Finalmente contrató un agente y se presentó a su primera audición a los dieciséis años. Empezó su carrera en 2007 como actor invitado en las series Home and Away y Mcleod's Daughters. Ese mismo año, Hemsworth empezó el rodaje de Neighbours, una telenovela australiana en la que su hermano Luke había actuado previamente. Su personaje, Josh Taylor, apareció esporádicamente entre 2007 y 2008. 
En 2008, Hemsworth comenzó a actuar en la serie de Disney Channel The Elephant Princess, en el que interpretó a Marcus, el guitarrista de una banda de música. En 2009 apareció en la serie de televisión Satisfaction y protagonizó la película británica Triangle. También realizó una breve aparición como estudiante de MIT en la película Knowing protagonizada por Nicholas Cage. 
En 2010, Disney anunció que Hemsworth había obtenido el papel de Will Blakelee, el interés romántico de la protagonista (interpretada por Miley Cyrus), en la película dramática La última canción, que fue estrenada el 31 de marzo de ese año; la película está basada en la novela de Nicholas Sparks del mismo nombre. 
Un año más tarde Lionsgate anunció que Hemsworth interpretaría a Gale Hawthorne en la película Los juegos del hambre (2012), actuando junto a Jennifer Lawrence y Josh Hutcherson. Además en 2012, apareció en la película The Expendables 2 donde interpreta al joven francotirador Billy "The Kid" Timmons.
En 2013 coprotagonizó las películas Love and Honor junto a Aimee Teegarden y Teresa Palmer, Paranoia junto Harrison Ford y Empire State. Ese mismo año Hemsworth repitió su papel como Gale Hawthorne en Los juegos del hambre: en llamas, estrenada en noviembre de 2013.
En 2014 y 2015 Hemsworth actuó en las dos últimas películas de la franquicia Los juegos del hambre: Los juegos del hambre: sinsajo - Parte 1, estrenada en noviembre de 2014 y Los juegos del hambre: sinsajo - Parte 2, estrenada en noviembre de 2015.
El 29 de octubre de 2022, Netflix confirmó que Liam Hemsworth reemplazaría a Henry Cavill en el papel de Geralt de Rivia en la serie The Witcher desde su cuarta temporada, esto luego de que Cavill decidiera no seguir en la serie debido a los cambios dentro de la trama.

## Vida personal

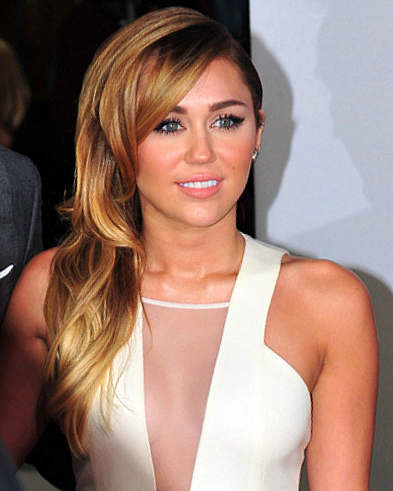
Miley Cyrus, exesposa del actor.

En marzo de 2009, Liam se mudó junto a su hermano, Chris, a Estados Unidos para continuar sus carreras allí. Primero, se alojaron en la casa de huéspedes del agente de Chris, Ward William, antes de alquilar su propio apartamento en Los Ángeles, en el que solía residir.
En junio de 2009, comenzó a salir con la actriz y cantante Miley Cyrus, con la que anunció su compromiso en julio de 2012, aunque, poco después, lo pospusieron. Finalmente, en septiembre de 2013, la pareja anunció que habían terminado su relación. 
En marzo de 2016, la madrina de Miley, Dolly Parton, confirmó la reconciliación de Cyrus y de Hemsworth en Entertainment Tonight, tras varios rumores desencadenados a principios de ese mismo año. Parton afirmó: «Yo estaba emocionada de escuchar que volvieron a estar juntos».
El 23 de diciembre de 2018, tras diez años de relación intermitente, la pareja contrajo matrimonio en una ceremonia privada.
El 10 de agosto de 2019 se confirmó la separación de Miley y Liam tras ocho meses de matrimonio y unos días después Liam pidió el divorcio. En enero de 2020, quedaron oficialmente divorciados.
En diciembre de 2019 empezó una relación con la modelo australiana Gabriella Brooks.

## Filmografía

### Cine
| Año  | Título                                   | Papel                       | Director              |
| ---- | ---------------------------------------- | --------------------------- | --------------------- |
| 2009 | Knowing                                  | Spencer                     | Alex Proyas           |
| 2009 | Triangle                                 | Victor                      | Christopher Smith     |
| 2010 | La última canción                        | Will Blakelee               | Julie Anne Robinson   |
| 2012 | Los juegos del hambre                    | Gale Hawthorne              | Gary Ross             |
| 2012 | The Expendables 2                        | Billy El Niño Timmons       | Simon West            |
| 2013 | Love and Honor                           | Mickey Wright               | Danny Mooney          |
| 2013 | Paranoia                                 | Adam Cassidy                | Robert Luketic        |
| 2013 | Empire State                             | Chris Potamitis             | Dito Montiel          |
| 2013 | Los juegos del hambre: en llamas         | Gale Hawthorne              | Francis Lawrence      |
| 2014 | Cut Bank                                 | Dwayne McLaren              | Matt Shakman          |
| 2014 | Los juegos del hambre: Sinsajo - Parte 1 | Gale Hawthorne              | Francis Lawrence      |
| 2015 | The Dressmaker                           | Ted McSwiney                | Jocelyn Moorhouse     |
| 2015 | Los juegos del hambre: Sinsajo - Parte 2 | Gale Hawthorne              | Francis Lawrence      |
| 2016 | Independence Day: Resurgence             | Jake Morrison               | Roland Emmerich       |
| 2016 | The Duel                                 | David Kingston              | Kieran Darcy-Smith    |
| 2019 | ¿No es romántico?                        | Blake                       | Todd Strauss-Schulson |
| 2019 | Killerman                                | Moe Diamond                 | Malik Bader           |
| 2020 | Arkansas                                 | Kyle Ribb                   | Clark Duke            |
| 2024 | Land of Bad                              | Sargento JJ "Plaboy" Kinney | William Eubank        |
| 2024 | Una aventura en Marruecos                | Owen Brophy                 | Susannah Grant        |

### Televisión
| Año         | Título                                           | Papel           | Notas |
| ----------- | ------------------------------------------------ | --------------- | --- |
| 2007        | Home and Away                                    | Desconocido     | Episodio #1.4372 |
| 2007        | Mcleod's Daughters                               | Damo            | Episodio: "Leaving the Nest"                                                                                             |
| 2007 – 2008 | Neighbours                                       | Josh Taylor     | 25 episodios |
| 2008 – 2009 | The Elephant Princess                            | Marcus          | 18 episodios |
| 2009        | Satisfaction                                     | Marc            | 2 episodios |
| 2012        | Punk'd                                           | Él mismo        | Programa de cámara oculta y bromas a celebridades. Episodio: "Miley Cyrus"                                               |
| 2015        | Saturday Night Live                              | Él mismo        | Episodio: "Chris Hemsworth/Zac Brown Band" (desacreditado)                                                               |
| 2015        | The Muppets                                      | Él mismo        | Episodio: "Bear Left Then Bear Write"                                                                                    |
| 2015        | Smosh                                            | Él mismo        | Programa de sketchs cómicos y bromas a celebridades. Episodio: "Jennifer Lawrence Pranks Smosh"                          |
| 2016        | Workaholics                                      | Cushing Ward    | Episodio: "Wolves of Rancho"                                                                                             |
| 2020        | Most Dangerous Game                              | Dodge Tynes     | Serie en formato corto                                                                                                   |
| 2020        | James and the Giant Peach with Taika and Friends | Tía Spiker      | Miniserie. Episodio: "Chris Hemsworth, Liam Hemsworth & Nick Kroll join Taika Waititi to read James and the Giant Peach" |
| TBA         | The Witcher                                      | Geralt de Rivia | Reemplaza a Henry Cavill a partir de la temporada 4                                                                      |

### Cortometrajes
| Año  | Título                                                                           | Rol                    | Notas                                                                  |
| ---- | -------------------------------------------------------------------------------- | ---------------------- | ---------------------------------------------------------------------- |
| 2010 | When I Look at You                                                               | Will Blakelee/Él mismo | Videoclip de Miley Cyrus para la banda sonora de La última canción     |
| 2011 | Colder Weather                                                                   | Novio                  | Videoclip de Zac Brown Band                                            |
| 2016 | Diesel: Only the Brave - The Fragrance                                           | Hombre                 | Comercial para Only the Brave, una fragancia de Diesel                 |
| 2016 | United World News Special: The War of 1996, a Special Report                     | Jake Morrison          | Cortometraje suplementario de la película Independence Day: Resurgence |
| 2018 | Tourism Australia: Dundee - The Son of a Legend Returns Home                     | Wes Windsong           | Cortometraje de Steve Rogers                                           |
| 2018 | Vanity Fair: Rebel Wilson Recreates Rom-Coms with Liam Hemsworth and Adam DeVine | Él mismo               | Cortometraje suplementario de la película ¿No es romántico?            |

## Premios y nominaciones
| Premios | Premios                                    | Premios | Premios                                  | Premios   |
| Año     | Premio                                     | Categoría | Trabajo nominado                         | Resultado |
| ------- | ------------------------------------------ | --- | ---------------------------------------- | --------- |
| 2010    | Young Hollywood Awards                     | Revelación del año                                                                                           | La última canción                        | Ganador   |
| 2010    | Nickelodeon Australian Kids' Choice Awards | Beso favorito (con Miley Cyrus)                                                                              | La última canción                        | Ganador   |
| 2010    | Nickelodeon Australian Kids' Choice Awards | Pareja más adorable (con Miley Cyrus)                                                                        | La última canción                        | Nominado  |
| 2010    | Teen Choice Awards                         | Actor revelación                                                                                             | La última canción                        | Ganador   |
| 2010    | Teen Choice Awards                         | Mejor beso (con Miley Cyrus)                                                                                 | La última canción                        | Nominado  |
| 2010    | Teen Choice Awards                         | Mejor química en una película (con Miley Cyrus)                                                              | La última canción                        | Nominado  |
| 2010    | Teen Choice Awards                         | Mejor personaje de acción                                                                                    | La última canción                        | Ganador   |
| 2012    | Teen Choice Awards                         | Roba-escenas masculino                                                                                       | Los juegos del hambre                    | Ganador   |
| 2012    | Teen Choice Awards                         | Hombre más sexy                                                                                              | Los juegos del hambre                    | Nominado  |
| 2013    | People's Choice Awards                     | Química favorita en pantalla (con Jennifer Lawrence y Josh Hutcherson)                                       | Los juegos del hambre                    | Ganador   |
| 2013    | Premios MTV Movie                          | Mejor actuación revelación                                                                                   | Los juegos del hambre                    | Nominado  |
| 2013    | Premios MTV Movie                          | Mejor reparto (junto a Jennifer Lawrence, Josh Hutcherson, Elizabeth Banks, Woody Harrelson y Lenny Kravitz) | Los juegos del hambre                    | Nominado  |
| 2013    | Teen Choice Awards                         | Hombre más atractivo                                                                                         | Él mismo                                 | Nominado  |
| 2014    | Teen Choice Awards                         | Actor de Ciencia Ficción/Fantasía                                                                            | Los juegos del hambre: en llamas         | Nominado  |
| 2014    | Teen Choice Awards                         | Hombre más atractivo                                                                                         | Los juegos del hambre: en llamas         | Nominado  |
| 2015    | Teen Choice Awards                         | Actor de Ciencia Ficción/Fantasía                                                                            | Los juegos del hambre: sinsajo - Parte 1 | Nominado  |
| 2015    | Teen Choice Awards                         | Mejor beso (con Jennifer Lawrence)                                                                           | Los juegos del hambre: sinsajo - Parte 1 | Nominado  |
| 2017    | People's Choice Awards                     | Mejor actor de película de acción                                                                            | Independence Day: Resurgence             | Nominado  |
| 2019    | Teen Choice Awards                         | Mejor actor de comedia                                                                                       | Isn't It Romantic                        | Nominado  |
| 2020    | Premios Emmy                               | Mejor serie corta de comedia o drama                                                                         | Most Dangerous Game                      |           |